# Syarinus palmeni
Syarinus palmeni är en spindeldjursart som beskrevs av Kaisila 1964. Syarinus palmeni ingår i släktet Syarinus och familjen spinnklokrypare. Inga underarter finns listade i Catalogue of Life.